# Mala suerte (novela)
Mala suerte, (en el original en inglés: Bad Luck and Trouble) es una novela escrita por el escritor británico Lee Child, es el undécimo libro de las serie de Jack Reacher. El título original en inglés proviene de la letra de la canción Born Under a Bad Sign del cantautor Albert King. Esta novela se adaptó para televisión en la segunda temporada de la serie Reacher.

## Argumento
Jack Reacher, soldado, policía y héroe, vagabundea tranquilamente por las calles de Portland sin dejar rastro, tras una década trabajando para la élite del Ejército de los Estados Unidos. Desde Chicago, Frances Neagley, antigua compañera del cuerpo de investigadores, le localiza a través de un código secreto. La situación es crítica: van por ellos y uno de los suyos ha sido asesinado en el desierto de California. El mensaje no deja lugar a dudas: «Quiero que reúnas de nuevo a nuestra vieja unidad». Reacher obedece. 
Se reúne con los supervivientes de su antiguo equipo e inicia la investigación. ¿Quién los está asesinando y por qué? Las pistas le empujan hacia las luces de neón de Las Vegas, pero también le sumergen en el oscuro territorio del terrorismo internacional. A partir de ahora solo hay un camino: confiar en los suyos, rastrear las sospechas hasta llegar al corazón de la conspiración y destruirlo. Reacher y su equipo lo tienen claro: si van a por ellos, más vale que estén preparados, porque puede suceder cualquier cosa. 

## Personajes
- Jack Reacher, protagonista de la historia y antiguo jefe del cuerpo de investigadores especiales.
- Frances Neagley, investigadora privada, antigua integrante del cuerpo de investigadores.
- Dave O'Donnell, antiguo integrante del cuerpo de investigadores.
- Karla Dixon, antigua integrante del cuerpo de investigadores.
- Allen Lamaison.
- Curtis Mauney.
- Azhari Mahmoud, terrorista comprador de armas.